# Ижевское (Акмолинская область)
Ижевское (каз. Ижевское) — село в Аршалынском районе Акмолинской области Казахстана. Административный центр Ижевского сельского округа. Код КАТО — 113443100.

## География
Село расположено на левом берегу реки Ишим, в центральной части района, на расстоянии примерно 6 километров (по прямой) к северу от административного центра района — посёлка Аршалы.
Абсолютная высота — 421 метров над уровнем моря.
Климат холодно-умеренный, с хорошей влажностью. Среднегодовая температура воздуха положительная и составляет около +3,8°С. Среднемесячная температура воздуха в июле достигает +19,8°С. Среднемесячная температура января составляет около -14,3°С. Среднегодовое количество осадков составляет около 445 мм. Основная часть осадков выпадает в период с мая по август.
Ближайшие населённые пункты: посёлок Аршалы — на юге, станция Шоптиколь — на западе, село Родники — на востоке, аул Арнасай — на севере.
Близ села проходит железная дорога «Астана — Караганда», имеется станция.

## Население
В 1989 году население села составляло 2506 человек (из них русские — 58%).

В 1999 году население села составляло 2175 человек (1045 мужчин и 1130 женщин). По данным переписи 2009 года, в селе проживало 1912 человек (919 мужчин и 993 женщины).
| Численность населения | Численность населения | Численность населения |
| 1989                  | 1999                  | 2009                  |
| --------------------- | --------------------- | --------------------- |
| 2506                  | ↘2175                 | ↘1912                 |

## Известные жители и уроженцы
- Жангуразов, Ибрагим Даутович (1937-2020) — директор ПК «Ижевский». Герой Социалистического Труда.

## Улицы[5]
- ул. 30-летия Целины
- ул. Абая Кунанбаева
- ул. Зайчуковой
- ул. Интернациональная
- ул. Кооперативная
- ул. Линейная
- ул. Мира
- ул. Набережная
- ул. Садовая
- ул. Сакена Сейфуллина
- ул. Северная
- ул. Степная
- ул. Титова
- ул. Целинная
- ул. Центральная
- ул. Школьная
- ул. Шокана Уалиханова
- ул. Юбилейная
- ул. Юрия Гагарина